# 尼格羅河裸吻電鰻
尼格羅河裸吻電鰻，為輻鰭魚綱電鰻目大吻電鰻科的其中一種，為熱帶淡水魚，分布於南美洲黑河流域，體長可達15公分，棲息在底中層水域，生活習性不明。

## 扩展阅读
維基物種上的相關：尼格羅河裸吻電鰻